# Cirsium vlassovianum
Cirsium vlassovianum là một loài thực vật có hoa trong họ Cúc. Loài này được Fisch. ex DC. mô tả khoa học đầu tiên năm 1838.